# Про кота…
«Про кота…» — советский художественный телефильм, снятый Святославом Чекиным в 1985 году. Музыкальная импровизация на тему сказки Шарля Перро «Кот в сапогах» со стихами Давида Самойлова и музыкой Виталия Розенберга и Игоря Бриля.

## Сюжет
Младшему сыну мельника в наследство от отца достался только кот. Хитрый кот надел сапоги-сапожки и уверенно направился в королевский замок, где с помощью подарков пробудил интерес к своему хозяину, названному им маркизом Карабасом. 
В конце фильма принцесса хотела сделать выбор в пользу кота, а не его хозяина «дурного воспитания». Но кот отверг принцессу и был изгнан Карабасом.

## В ролях
- Леонид Ярмольник — Кот
- Альберт Филозов — Король
- Марина Левтова — Принцесса
- Петр Щербаков — Канцлер
- Валентин Гафт — Людоед
- Сергей Проханов — Карабас, младший брат
- Игорь Суровцев — старший брат
- Вячеслав Логинов — средний брат
- Александр Иншаков — старший косарь
- Елена Ольшанская — старшая жница
- Василий Кортуков — охранник Людоеда
- М. Силаев — охранник Людоеда
- Вадим Ермолаев — повар

## Съёмочная группа
- Автор сценария: Давид Самойлов
- Режиссёр-постановщик: Святослав Чекин
- Оператор-постановщик: Александр Тафель
- Художник-постановщик: Элеонора Виницкая
- Композиторы: Виталий Розенберг, Игорь Бриль

## Дополнительная информация
Святослав Чекин много занимался джазовой и импровизационной музыкой, работал в кино как композитор. Общался и дружил с джазовыми музыкантами, снимал джаз. Для работы над единственным своим игровым фильмом — сказкой-мюзиклом, снятом в Эстонии по мотивам сказки Шарля Перро на стихи Давида Самойлова, он пригласил как композиторов пианиста Игоря Бриля и гитариста Виталия Розенберга. Этим Святослав Чекин отдал дань уважения столь любимому им джазу.

## Факты
- В одном из моментов кот насвистывает мотив песни «Жил да был чёрный кот за углом».
- «Осовремененностей» в фильме много: Принцесса в сцене прогулки носит наушники, косари одеты в современные футболки и так далее.